# Rachida Mahamane
Rachida Mahamane (* 25. August 1981) ist eine ehemalige nigrische Leichtathletin, die sich auf den Langstreckenlauf spezialisiert hatte.

## Biografie
Rachida Mahamane startete bei den Olympischen Spielen 1996 in Atlanta im Alter von erst 14 Jahren im 5000-Meter-Lauf. Dort schied sie als Letzte ihres Vorlaufs aus. Sie war die erste weibliche Olympiateilnehmerin ihres Landes.